# Katalin Szőke
Katalin Szoke (Budapest, Hungría, 17 de agosto de 1935-Los Ángeles, Estados Unidos, 27 de octubre de 2017) fue una nadadora húngara especializada en pruebas de estilo libre, donde consiguió ser campeona olímpica en 1952 en los 100 metros.

## Carrera deportiva
En los Juegos Olímpicos de Helsinki 1952 ganó la medalla de oro en los 100 metros estilo libre, con un tiempo de 1:06.3 segundos, por delante de la neerlandesa Hannie Termeulen y su compatriota la también húngara Judit Temes; y también ganó el oro en los relevos de 4x100 metros libre, por delante de Países Bajos y Estados Unidos.